# インスパイアー
インスパイアー株式会社は、かつて東京都中央区に本社を置いていたセキュリティ専門商社。

## 概要
ファイアウォールソフト「FireWall-1」、統合セキュリティアプライアンス（UTM）の販売、セキュリティ技術者の教育、研修、人材派遣などの事業を手掛けていた。2007年にはモバイルにおけるPKI（公開鍵基盤）による認証サービス｢FC-mGate｣のサービスを開始していた。
フォーバル傘下で株式会社フォーバルクリエーティブとして創業したが、2003年3月期以降経常赤字が続いていた。財務建て直しのため、都築電気元社長の都築省吾が設立したファンドがTOBで株式を取得、親会社となった。なお、同ファンドは本TOBのために設立された特定目的会社である。
2013年5月7日に会計監査人が監査報酬不払い等を理由として辞任した後、一時会計監査人を選任して凌いでいたものの、2014年7月17日に至り、当社の不正会計により監査が不可能な状況にあることを理由として一時会計監査人が辞任した。それにより2014年3月期の有価証券報告書を期限内に提出できなくなったため、2014年9月13日に上場廃止となり、2015年10月23日に東京地方裁判所より破産手続開始の決定を受けた。
その後、2021年4月21日に法人格が消滅した。

## 沿革
- 1991年（平成3年）6月 - 東京都渋谷区にて株式会社フォーバルクリエーティブ設立。
- 1992年（平成4年）3月 - TCP/IPセミナーを開催。
- 1993年（平成5年）12月 - チェックポイント社の「FireWall-1」のディストリビューターとなる。
- 1999年（平成11年）
  - 4月 - UTMアプライアンス「SonicWall」国内販売開始。
  - 11月 - 技術者育成の教育事業を開始。
- 2000年（平成12年）7月 - ノキア社の「ノキアIPセキュリティシリーズ」を国内販売開始。
- 2001年（平成13年）12月 - ナスダック・ジャパン（現在のジャスダック）上場。
- 2002年（平成14年）10月 - UTMアプライアンス「FortiGate」国内販売開始。
- 2005年（平成17年）6月 - ネットワーク技術者系の人材派遣業を行う子会社・株式会社クリエーティブソリューションズを設立。
- 2006年（平成18年） - Fortinet社ディストリビューター「TheHightest Year to Year Growth in APAC 2006」（年間）
- 2007年（平成19年）7月 - 情報通信業界初のセキュアモバイルプラットフォーム「FC-mGate」のサービスを開始。
- 2008年（平成20年）
  - 3月 - TSUZUKI新生ファンドが公開TOBを実施。これにフォーバルが応じて親会社が異動。
  - 10月 - インスパイアー株式会社に社名変更。
- 2010年（平成22年）10月 - 本店所在地を現住所に移転。
- 2012年（平成24年）3月30日 - デットエクイティスワップにより親会社がピエラレジェンヌ株式会社に異動。
- 2014年（平成26年）
  - 5月2日 - 合同会社エコより東京地方裁判所に破産手続開始を申立てられるが、申立は棄却された[6][7]。
  - 8月12日 - 一時会計監査人を選任することができないため期限内に有価証券報告書を提出できず[8]、整理銘柄に指定される[9]。
  - 9月13日 - 上場廃止。
- 2015年（平成27年）10月23日 - 破産手続開始決定。
- 2021年（令和3年）4月21日 - 法人格消滅。